# Їстівні водорості

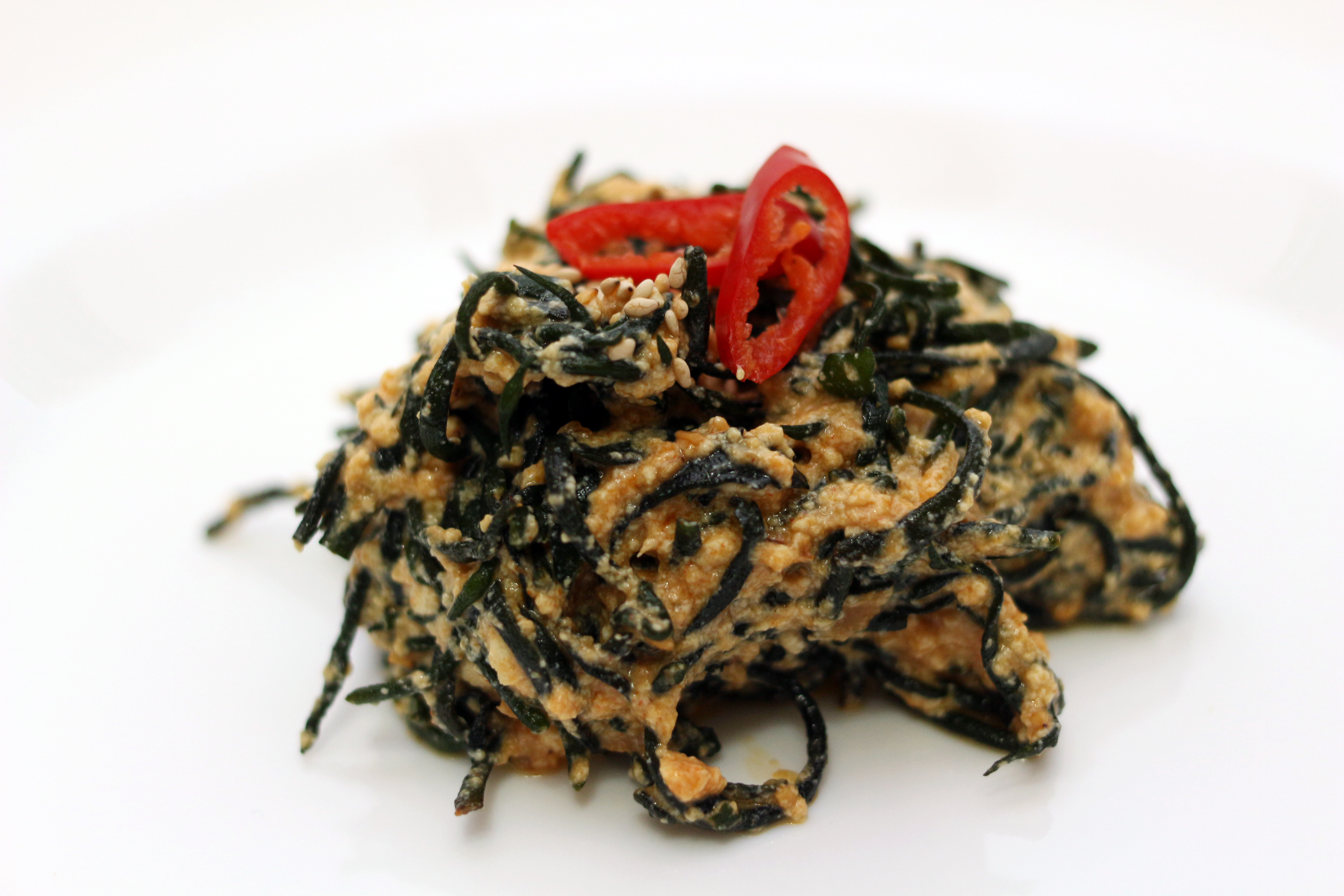
Корейська страва з водорості хіджікі

Їстівні морські водорості, або морські овочі — це водорості, які можна їсти та використовувати для приготуванні їжі. Зазвичай вони містять велику кількість клітковини. Вони можуть належати до однієї з кількох груп багатоклітинних водоростей: червоних водоростей, зелених водоростей та бурих водоростей.

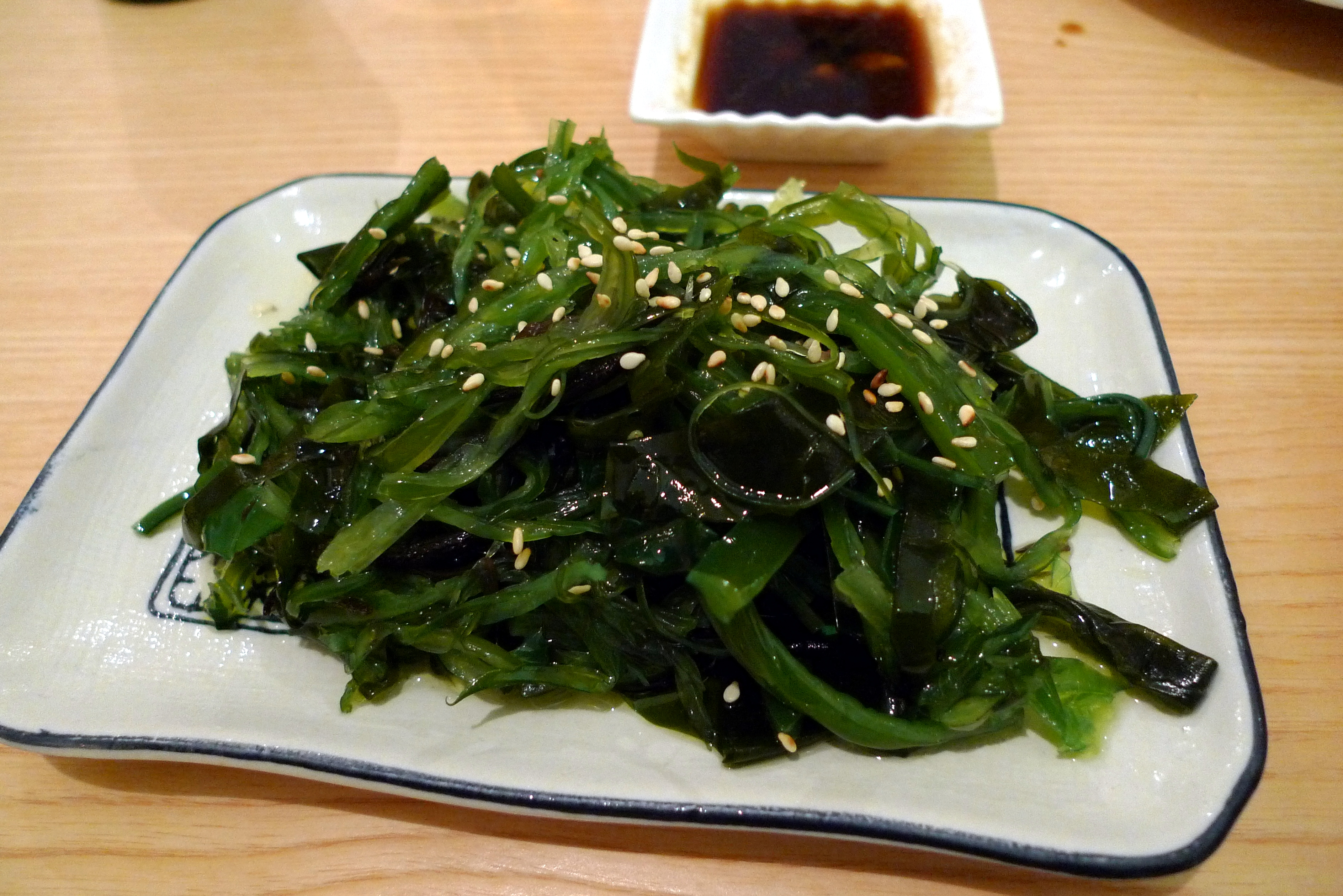
Порція маринованих гострих водоростей

Морські водорості також збирають або культивують для видобутку полісахаридів, таких як альгінати, агар та карагенан, желеподібні речовини, знані як гідроколоїди або фікоколоїди. Гідроколоїди набули комерційного значення, особливо у виробництві їжі як харчових добавок. Харчова промисловість використовує гелеутворення, утримування води, емульгування та інші фізичні властивості цих гідроколоїдів.
Більшість морських водоростей їстівні, тоді як більшість прісноводних — токсичні. Деякі морські водорості містять кислоти, які подразнюють травний канал, а інші можуть мати проносний та електролітичний ефект. Більшість морських водоростей не є токсичними в нормальних кількостях, проте представники роду Lyngbya є летальними для людини. Зазвичай отруєння спричиняється вживанням цієї рослини в їжу. Це називається отруєнням цигуатурою. Контакт з маджускулою Lyngbya також може спричинити дерматит.
Деякі види бурих водоростей Desmarestia відрізняються високою кислотністю, з вакуолями сульфатної кислоти, які можуть спричинити серйозні проблеми з шлунково-кишковим трактом.

## Поширення, харчування та вживання
Морські водорості широко використовують у прибережних кухнях в усьому світі. Вони були частиною дієт у Китаї, Японії та Кореї ще справіку. Австралія та Нова Зеландія теж вживали рослинні продукти моря, — коли азіати досягли Австралії в 1800-х роках. Народ Маорі з Нової Зеландії традиційно використовував кілька видів корисних і зелених водоростей. Ці рослини також споживають в багатьох європейських країнах, в Ісландії і західній Норвегії, на атлантичному узбережжі Франції, в північній і західній Ірландії, Вельсі і в деяких прибережних районах Південно-Західної Англії, а також в Нью-Брансвіку, Новій Шотландії, і в провінціях Ньюфаундленд і Лабрадор.
Морські водорості мають високий вміст йоду. На Філіппінах, жителі Албаю створили нову Панса або локшину, приготовлену з морської рослини, ця страва багата кальцієм, магнієм та йодом.
В одному з досліджень 2014 року було зазначено, що деякі види водоростей можуть бути веганським джерелом біологічно активного вітаміну В12. У дослідженні пишеться, що В12 виявлено як у сирої, так і у смаженої водорості. Всього 4 грами висушеного фіолетового лавера вважається достатнім для задовільнення RDI з приводу B12.
Полісахариди в морських водоростях можуть метаболізуватися у людини завдяки дії бактеріальних ферментів кишки. Такі ферменти часто виробляються у японського населення через споживання морських рослин.

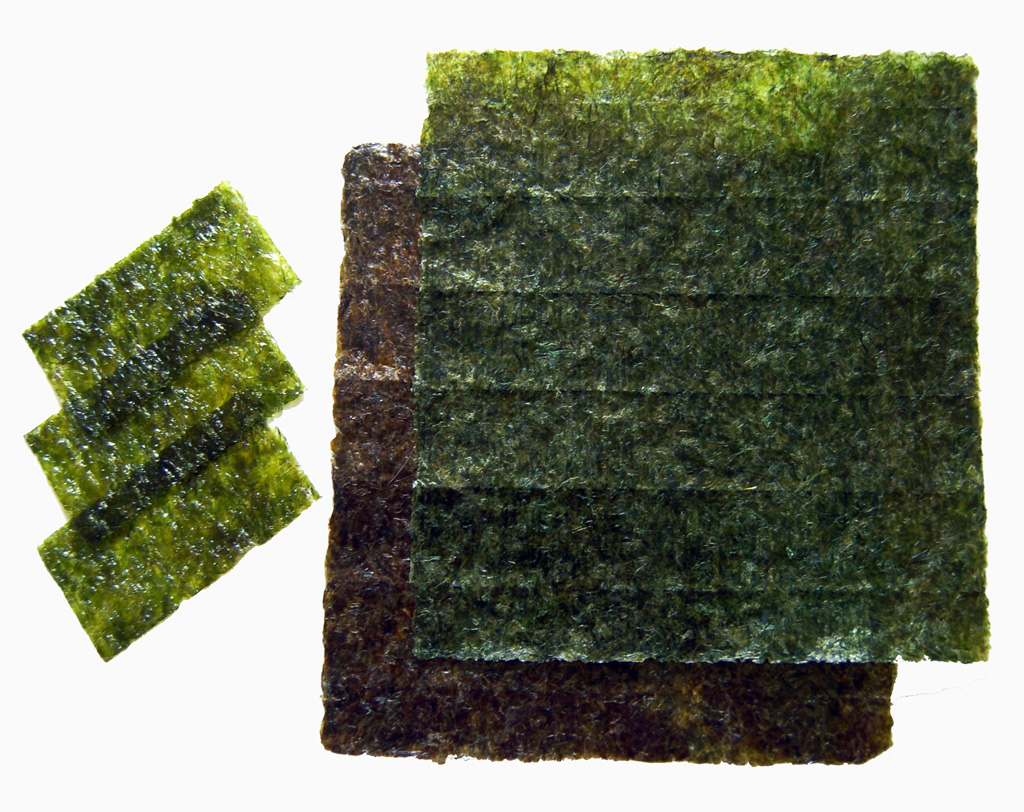
Смажені листи норі

У деяких районах Азії норі 海苔 (в Японії), зікаї 紫菜 (в Китаї) та гім 김 (в Кореї) — листя сушеної червоної водорості Порфіра використовують в супах або для загортання суші або онігірі. Chondrus crispus (широко знаний як ірландський мох) — ще одна червона водорость, яку використовують для виробництва різних харчових добавок, разом з Kappaphycus та різними gigartinoid водоростями.
Бурі їстівні водорості Sargassum fusiforme називають хіджікі в Японії та тот в Кореї.

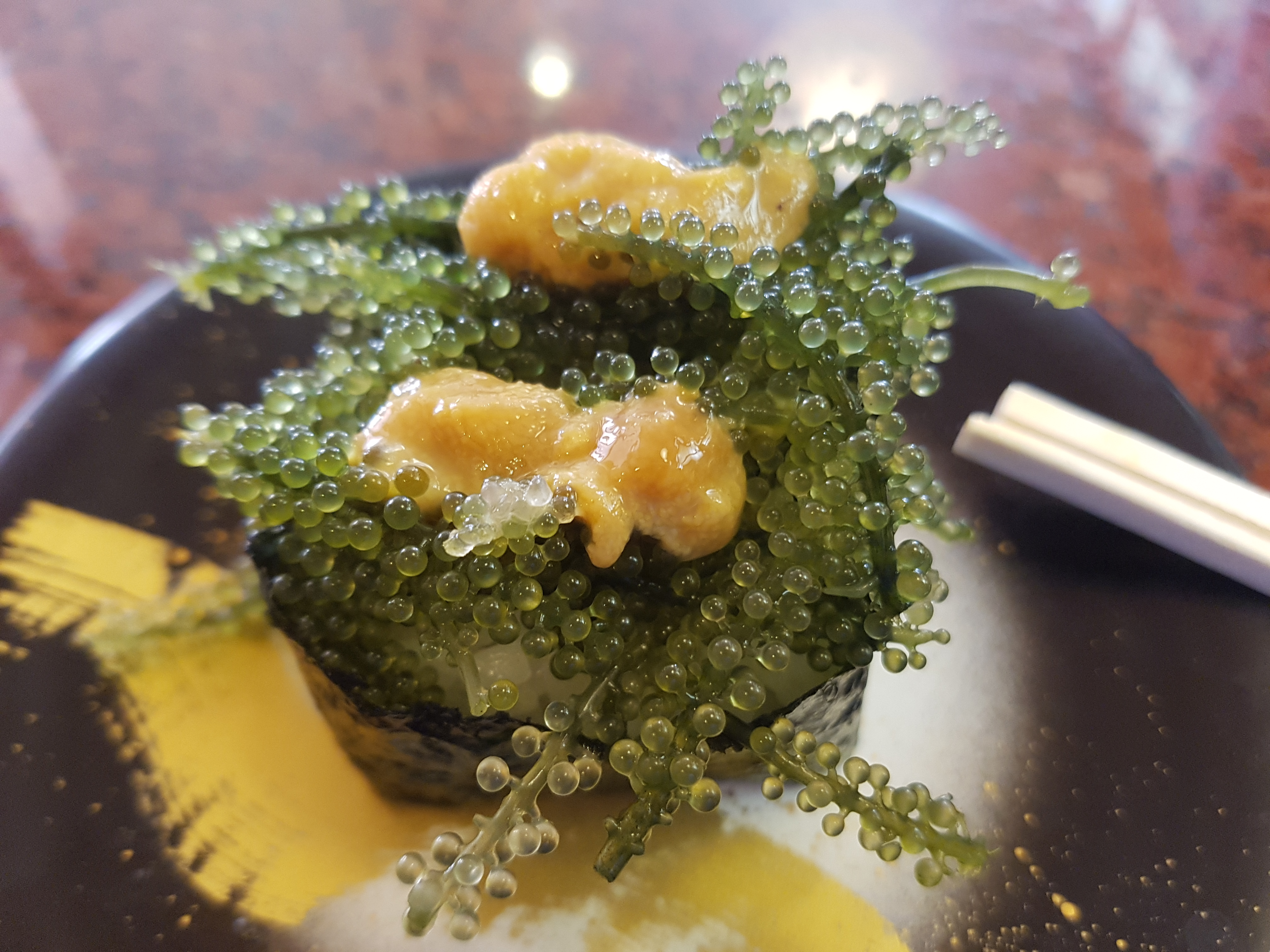
Морський виноград на суші

Японська кухня має сім видів морських водоростей, тож, термін «морські водорості» в японській мові вживають у наукових програмах, а не посиланням для харчових продуктів.

## Олія водоростей
Олія морських водоростей, яку ще називають водорослевою, застосовується для приготування їжі. Олію морських водоростей використовують також як джерело дієтичної добавки жирних кислот, оскільки містить моно- та поліненасичені жири, зокрема EPA та DHA, обидва які є жирними кислотами Омега-3. Його вміст DHA приблизно рівняється вмісту риб'ячого жиру в лососі.
Масло водоростей також використовують для біопалива, масажного масла, мила та лосьйонів.